# Нечай, Игорь Сергеевич
Игорь Сергеевич Нечай (30 июля 1997, Таганрог, Ростовская область) — российский футболист, защитник.

## Биография
Воспитанник ростовского футбола. На профессиональном уровне дебютировал в 2019 году в составе клуба МИТОС (Новочеркасск). В 2019 году уехал в Монголию. Вместе с Алимом Зумакуловым и Ростиславом Романенко Нечай заключил контракт с командой из местной элиты «Андууд Сити». В чемпионате провёл за неё двенадцать игр и забил один мяч.
С января 2020 года выступал за «Форте».